# Jost Brunner
Jost Brunner (* 30. Mai 1814 in Glarus; † 7. September 1904 ebenda) war ein Schweizer Unternehmer und Politiker.

## Biografie
Jost Brunner wurde am 30. Mai 1814 als Sohn des Unternehmers Heinrich Brunner in Glarus geboren. Er besuchte die Kantonsschule Aarau. Danach absolvierte er eine kaufmännische Ausbildung im Ausland. Brunner heiratete 1839 Rahel Streiff, die Tochter des Fabrikanten und Ratsherrn Jakob Streiff. Er starb am 7. September 1904 im Alter von 90 Jahren in Glarus. In der Schweizer Armee trug er den Dienstgrad Hauptmann.
Jost Brunner war als erfolgreicher Unternehmer Teil-, ab 1868 Alleininhaber der Textildruckerei Brunner in Glarus, die er unter der Bezeichnung «J. de H. Brunner» bis 1904 leitete. Von 1872 bis 1873 war Brunner im Vorstand der Glarner Druckervereinigung vertreten.
Brunner war Gemeinderat von Glarus. Dazu war er von 1848 bis 1860 als Glarner Ratsherr und Landrat Mitglied der Glarner Standeskommission sowie von 1848 bis 1878 der Strassen- und Baukommission und von 1848 bis 1887 der Haushaltungskommission. Er war Mitorganisator des eidgenössischen Schützenfestes in Glarus im Jahre 1847, wo er das Bauwesen unter sich hatte. Ausserdem war er Mitglied des Hilfskomitees zum Wiederaufbau von Glarus nach dem Brand von 1861.

## Weblink
- Veronika Feller-Vest: Brunner, Jost. In: Historisches Lexikon der Schweiz.

| Personendaten    | Personendaten                       |
| ---------------- | ----------------------------------- |
| NAME             | Brunner, Jost                       |
| KURZBESCHREIBUNG | Schweizer Unternehmer und Politiker |
| GEBURTSDATUM     | 30. Mai 1814                        |
| GEBURTSORT       | Glarus                              |
| STERBEDATUM      | 7. September 1904                   |
| STERBEORT        | Glarus                              |